# Tilachlidiopsis
Tilachlidiopsis là một chi nấm thuộc họ Tricholomataceae.